# ディーエムシー デビルメイクライ
『ディーエムシー デビルメイクライ』（DmC Devil May Cry）は、カプコンが2013年1月17日に発売したPlayStation 3、Xbox 360、Microsoft Windows用ゲームソフト。シリーズ初のCERO：D（17才以上対象）。

## 概要
デビルメイクライシリーズ第5作。主人公は従来通りダンテであるがこれまでの続編ではなく、パラレルワールドを舞台にした外伝作品となっており、リブートという位置付けである。現実界の地形が歪んだ様な、魔界と人間界が接する狭間の世界「リンボ（辺獄）」を舞台に、「エンジェルモード」と「デーモンモード」というモードを切り替えながら進んでいくのが本作の目玉要素。『DMC4』同様、オンラインにスコアをアップロードすることによってランキングを競い合うことが可能。
日本国外のみグラフィックやフレームレート強化、DLC全収録、ターボモード、マニュアルターゲットロック、DANTE MUST DIEを超えた高難易度GOD MUST DIEなどを追加し、ゲームバランスを調整した『DmC Devil May Cry Definitive Edition』が発売されている。

## 登場人物

### メインキャラクター
ダンテ
今作の主人公。これまでの設定は一新され、「天使」の母エヴァと「悪魔」の父スパーダとの間に生まれたハーフ（混血種）「ネフィリム」になっている。髪も銀髪から黒髪になり、サイドを刈り上げたアシンメトリーと見た目が大きく変わっている（ただし物語が進むと白髪になっていく）。
ある事件により7歳以前の記憶を失っており、それ以降の少年期を「悪魔」に管理された孤児院や少年院にて執拗な虐待や迫害を受けながら過ごしたため、悪魔と弱者を産み出す権力を憎むようになった。極めて粗暴かつ暴力的な性格をした刹那主義者であり、どんな相手でも挑発的な姿勢を崩さない。その身体にスパーダの形見である魔剣「リベリオン」を宿している。
自分が他の人間と違う特別な力を持つことや、常に悪魔に狙われている境遇に疑問を持ちながらもその力を持て余しており、普段はトレーラーハウスに住んで各地を放浪しながら、時折女遊びをしつつ人間に化けた悪魔たちを狩る日々を送っていた。後に双子の兄バージルと出会ったことで、自身の過去を取り戻し悪魔たちに立ち向かうことになる。
バージル
ダンテの双子の兄。外見に大きな変化はないが、笑顔を絶やさぬ物腰、ダンテに自ら共闘を持ちかける、その他にもダンテに銃器を渡す（『DMC3』では基本的に銃器を手にしない）過去作のバージルの目的が「絶対的な力を手に入れ、スパーダを越える」であったことに対して、今作のバージルの目的が「人類を支配する」であるなど、様々な面で異なる設定になっている。
ダンテとは反対に裕福な環境で育ち勉学に励み、在学中にセキュリティ暗号化のプログラムを作成したことで莫大な利益を得た。その利益を元に悪魔に対抗するべく「ジ・オーダー」を立ち上げたが、悪魔たちの情報操作により世間一般からはテロ組織として認知されている。なお、キャットは「ムンドゥスの支配から人類を解放する」ために戦っていると信じていたが、バージルの真意は「ムンドゥスを倒し、自身が支配者に成り代わる」ことであった。
計算高く感情に左右されない合理的な性格で支配欲が強い。そのため、自身の目的のためならば、部下や仲間を捨て駒にすることも厭わない。スパーダの形見である日本刀「閻魔刀」と自身の魔力で作り出した幻影剣を操る。
ただし以前のシリーズのバージルは己の信念から銃器を使うことを好まなかったが、本作のバージルは自身がネフィリムであることを隠していることもあり、銃を使うことに抵抗が無い。
後日談にあたるDLC「バージル ダウンフォール」では主人公として登場。ダンテとの戦いに敗れ母親の墓の前で力尽きてしまったバージルはその死後、母親エヴァと同様に魂を囚われてしまうが、エヴァからその世界を脱出する方法を教わり、光を目指して進んでいく。しかし、道中で現れたキャット、ダンテの幻影や亡霊バージルの言葉に惑わされて徐々に闇へと堕ち始め、「力」に執着するようになっていく。武器は閻魔刀と幻影剣のみだが、幻影剣に刺された物をワープまたは実体化させる能力として、エンジェルモードとデーモンモードも使用できる。
キャット
ダンテの前に現れた謎の少女。元孤児であり、引き取った里親が人間に化けた悪魔であったため心身共に追い詰められた所をバージルに救われ、彼の側近として「ジ・オーダー」に参加している。
バージルに手解きを受けたことで簡単な魔術を扱える様になり、現実世界からリンボに干渉できる「リフト」を開いたり、また幼少期から幽体離脱により精神のみをリンボに送ることができる。
自分を救ってくれた恩人であるバージルにはそれ以上に特別な好意を抱いており、悪魔に支配されている人類の未来のために身の限りを尽くす。

### キーキャラクター
スパーダ
ダンテとバージルの父親である悪魔。劇中において絵は顔の部分のみ剥がれ落ち、写真は前面のガラスがちょうど顔の部分を中心に割れていたりでことごとく顔は伏せられている。
エヴァとの間に子を儲けた後、亜空間に自宅を構え家族と暮らしていた。息子たちをムンドゥスから逃がし、死より残酷な制裁（バージル曰く永遠の苦痛）を受け封印された。
エヴァ
ダンテとバージルの母親で、赤髪の美女の天使。駆け落ち同然でスパーダとの間に子を儲けた後、深い愛情を持って息子たちを育てていたが、ムンドゥスに心臓をえぐり取られ殺された。
後日談にあたるDLC「バージル ダウンフォール」で登場し、地獄で拷問を受けていた。自身と同じく魂を地獄に囚われたバージルを救うために導く。
フィニアス
ボブ・バーバスに囚われていた、予言者にして発明家にして科学者である悪魔。ガウンを着た青い皮膚の老人で、頭部右側が機械になっている。左目の視力は完全になくなっており、頭部右側の機械が無ければ何も見えない。
頭部右側の機械を悪魔に奪われ、目が見えなくなっていた所をダンテに助けられ、彼をラプターニュースネットワークタワーのもとに導く。

### ボス
ハンター
ダンテ抹殺のためにムンドゥスが放った刺客。チンパンジーにも似た手足の細い巨人。主に4足歩行で移動する。鋭いナイフと鍵爪の付いたグラップルガンを装備している。ダンテを周到に付け狙い、その余波で遊園地「ベルビューパーク」を崩壊させた。
サキュバス
1200年もの間生き続けている老婆の悪魔。巨大な芋虫に6本の手が生えた外見をしており、醜悪な顔面から吐き出される体液は人間の魂を弱らせ堕落させてしまう猛毒を含んでいる。飲料水メーカー「ビリリティ」の工場で自分の体液を混ぜて人間を従順にしてしまうドリンク「ビリリティ」を製造させている。
ビリリティは毎日飲めば21%の体重減少効果、63%の性的機能の向上効果があると言っている。
ダンテに敗北後はスライサーにズタズタにされて死亡。
ボブ・バーバス
自ら「神の代弁者」を名乗る「ラプター・ニュース・ネットワーク」の名物ニュースキャスター。ひねくれ者で過激な言い回しと毒舌が特徴。
その正体は悪魔が管理しやすい社会を作るためTVを利用してプロパガンダを植え付けている悪魔。情報操作により悪魔にとって都合の悪い情報を全てダンテや「ジ・オーダー」のせいにしている。彼の本体は現実世界には存在せず、普段は水面に映った「ラプター・ニュース・ネットワークタワー」（天地が反転したリンボ側）に潜んでいる。
戦闘時は巨大な3Dホログラムとなって襲い掛かる。それを破壊した後は映像人間の姿のままであったが、映像越しにダンテの撃った銃弾でとどめを刺され倒れた。
リリス
セレブ御用達の悪趣味なクラブを経営する女悪魔。ムンドゥスの愛人であり、既に彼との子（キリングフェイス）を孕んでいる。金色の頭髪は実は鬘。彼女の経営する高級クラブは有名スポーツ選手や銀行頭取も常連客。ダンテの知り合いの女性ダンサーがいて、ダンテを誘うも断られていた。
後に、ムンドゥスに囚われたキャットとの人質交換に利用されるが、交換の途中で、突如バージルによってキリングフェイス共々射殺された。
キリングフェイス
リリスとムンドゥスの子。まだリリスの体内で育っている途中だが、ダンテによるクラブ襲撃の際にリリスの背中を破り、巨大化する。父親を彷彿とさせる三つ目を持つ。巨大化した後は母親であるリリスの頭部と臍の緒が繋がっている。倒されるとなぜか元通りにリリスの体内に戻る。
ムンドゥスに囚われたキャットとの人質交換の際にリリス共々射殺される。
ムンドゥス
9000年前から魔帝として魔界に君臨する悪魔の王。優秀な右腕であったスパーダの裏切りを許せず封印し、ダンテとバージルの母エヴァを殺害した張本人。
普段は大手銀行の代表カイル・ライダーとして政財界のみならず、テレビ局や飲料水メーカーに至るまで人間社会を裏から牛耳り、人間を悪魔の食料として飼い慣らす一大システムを敷いている。
”地獄門”を通じて魔界の力を常に供給されているため、強大な力と不死身の肉体を誇る。
『DMC』では白く巨大な彫像の姿であったが、今作では基本的に人間の姿であり、マフィアのボス然とした禿頭の男として登場している。額には三つ目を思わせる傷があり、三つ目を象ったネックレスを下げている。
彼の子を宿していたリリスを殺されたことで逆上し、ダンテとバージルを自らのオフィスで迎え撃つ。当初は不死身の肉体でダンテを圧倒していたが、地獄門をバージルに破壊されたことで弱体化。周囲の人間や建物を取り込み、初代を彷彿とさせる三つ目の巨人へと姿を変えた。
亡霊バージル
DLC「バージル ダウンフォール」にて登場。バージルのアミュレットを奪っており、死後の世界に囚われたバージルを様々な甘言で唆すが、徐々に力に執着するようになったバージルに反抗され、戦いになる。
過去作のバージルのように髪が逆立っており、光っている目、顔に浮き出た血管など、『3SE』のバージルの隠しコスチュームである、「闇に堕ちたバージル（ネロアンジェロ）」を彷彿とさせる。ただし、通常のバージルとは肌や服の色の明暗が逆転している。
本編の最後に戦うバージルよりも技が強化および変更されており、過去作のオマージュのような技も使う。
倒された後、アミュレットを奪い返され、バージルに吸収されてしまう。その後のバージルは、亡霊バージルと同じ外見になり、デビルトリガー能力を取り戻した。さらに、もとの世界に戻った後のエンディングから、他の悪魔たちを支配する能力を手にした模様。

## ゲームシステム

### 基本操作
前作からの大きな変更点は以下の通り。
- 近接攻撃、遠距離攻撃のボタン操作は従来のまま。
- ジャンプと回避のボタンが独立している。また空中で回避行動が可能になっている。
- ロックオンボタンが廃止されている。

### デーモンパワー
父から受け継いだ悪魔の力。ストーリーを進めるうちに少しずつ解放されていく。
特定のボタンを押している間だけ"デーモンモード"となって、一撃の威力に秀でた近接武器を扱うことができる。またデーモンモードのボタンを押しながら、敵の攻撃を引きつけて回避すると、スローモー演出が入り一定時間攻撃力とスタイリッシュポイントにボーナスがかかる。
デーモンプル
万物を「自分へと引き寄せる」スキル。
デーモンモード中の遠距離攻撃として、ハンタークローで掴んだ対象を自分のほうへ引き寄せる。悪魔を自分の間合いまで引っ張り込めるのみならず、ガードや盾を引き剥がすことも可能。一部悪魔や大半のボスには弾かれる。
『DMC4』におけるネロの「スナッチ」に近い。
戦闘以外では、大地を引き剥がしたり、浮遊する足場を近くに引き寄せる（あるいは回転させる）ことができる。引っ張る対象の質量によっては立っている足場ごと自分から逆に引っ張られる場合もある。また、空中で使用すると自分と引っ張る対象両方が互いに引き寄せられる。

### エンジェルパワー
母から受け継いだ天使の力。リンボ内にあるもうひとつの生家にて少しずつ解放されていく。
特定のボタンを押している間だけ"エンジェルモード"となり、制圧範囲とコンボ性能に秀でた近接武器を扱える他、二段回避として短距離の瞬間移動ができる。
エンジェルリフト
万物へ「自分を引き寄せる」スキル。
遠距離攻撃としてオピオンを伸ばして対象を掴み、縮ませて対象の方向へショートカットすることができる。
『DMC4』におけるネロの「ヘルバウンド」に近い。
戦闘中は一気に悪魔の目の前に移動ができる。空中ではデーモンプルも組み合わせることで、半永久的なコンボに持ち込める。
エンジェルブースト
ジャンプ中にもう一度ジャンプボタンを押すことで、その場から前方に飛行・滑空できるスキル。

### デビルトリガー
シリーズ恒例の能力。ダンテの中に眠る力を解放する。
周囲の空間を混沌で埋め尽くし、ステージ内のボスを除くすべての敵を空中に固定し自由を奪う。
デビルトリガー中は瞳が赤く光り、目から頬にかけてが赤くひび割れる。その際銀髪に真紅のコートというシリーズお馴染みの姿を彷彿とさせる姿になる。
ドッペルゲンガー
バージルのデビルトリガーはダンテとは違い、自分の影に閻魔刀を突き刺し魔力を注入、自分の分身を作り出し、共闘する。
『DMC3』のドッペルゲンガースタイルのように、分身は自分の動きを追従するが、攻撃のタイミングをずらしたり、エンジェルモード、デーモンモードのどちらかにモードを固定させることもできる。

## 近接武器

### ダンテ
リベリオン
ダンテが父親より受け継いだ剣。過去作と比べると若干細身になった。ダンテの体内に封印されており、リンボの干渉によってのみ姿を見せる。「ドライブ」「スティンガー」といった技も健在。
通常攻撃の基本コンボが4連になっていたり、空中ディレイコンボとしてルーレットスピンを習得できるなど、『DMC4』におけるネロのレッドクイーンの要素が加味されている。
アービター
悪魔の力を象徴する大斧。攻撃速度は遅いが、一撃で雑魚を吹っ飛ばしてしまうほどの威力を持っている。それだけに盾を持つ敵への攻撃には最適。
リーチのある衝撃波を放つ他、刃の部分を敵に投げ飛ばしたりと、短射程をカバーする技も持つ。
オシリス
天使の力を司る大鎌。威力こそ低いが攻撃範囲が広く、周囲の敵を巻き込んで攻撃ができる。
空中技の滞空性能にも優れており、複数の敵を引き上げてそのまま空中コンボに巻き込むこともできる。コンボを継続させることで、威力が高まる。
エリクス
火を纏ったガントレットのような悪魔武器。『1』に登場したイフリートを彷彿とさせる魔具だが、今作では足技は使用しない。アービターに威力と範囲は劣るが、通常コンボが最終段以外で敵を吹き飛ばさないため、小型の敵に対しても高威力のコンボを叩き込める。
また全ての攻撃でチャージができ、その際は攻撃時に魔力で生成された巨大な拳が出現する。最大チャージの一部技を当てた場合、ボス敵以外はすべて無条件で吹き飛ばすため、カウンター攻撃も可能。
アキュラ
3つの刃を持った大型の手裏剣のような天使武器。
オシリス同様威力は無いものの攻撃範囲と時間当たりのヒット回数に優れる他、集団の引き寄せ・拘束・足止めといった、敵の動きを封じる技を多く持つ。

### バージル
閻魔刀
バージルが父より受け継いだ日本刀。過去作においては「人と魔を別つ」などの設定が存在したが、今作ではそういった設定は存在しない。ただし「地獄門の鍵」という設定は受け継いでおり、空間を切り裂きワープホールを作ることもできる。『次元斬』は今作では単発型であり、チャージ時間の長さによって威力と範囲が大きくなる。
非戦闘時はステッキのように持ち歩いており、企画段階では仕込み杖のようにする案もあった。技の強化により追加される特性は上級者向けのものが多く、「ヒットした相手に幻影剣を打ち込み即座にエンジェルリフトやデーモンプルができる」「タメ技はすべてタメ完了と同時のタイミングで発動した場合のみ、威力が通常のタメ攻撃より強化される」がある。

## 遠距離武器

### ダンテ
エボニー＆アイボリー
それぞれの名前通り白と黒の2丁拳銃。連射力に優れる。過去作においてはある有名なガンスミスによって作成されたという設定が存在したが、今作においては出自が不明。主な技として、「レインストーム」や、『3』のスパイラルのように、敵や空間内を反射するチャージ攻撃「リコショット」がある。
レヴェナント
ストーリー中盤で入手するショットガン。近距離での威力とふっとばし力に優れる。こちらもお馴染みの技である「ファイアワークス」があるが、『4』時のものより吹っ飛ばし力が改善され、範囲も広くなった。チャージ攻撃は、『4』のネロのブルーローズのように、時間差で爆発する弾を発射する。
ケブーリー
敵に放つことで任意に起爆することのできるダーツリボルバー。ストーリー終盤で入手。ムンドゥスの私兵が使用していた悪魔の武器で、現実世界では使えない。『4』のルシフェルに似た性能で、一体の敵に複数撃ち込むことも可能。まとめて爆発させた際の威力は絶大。
ハンタークロー
先端が三本爪になっている赤い鞭。デーモンプルのための武器であり基本的に攻撃はできない。デーモンモード中にリベリオンが変化した姿。
オピオン
先端が鳥の嘴（くちばし）のようになっている白い鞭。エンジェルリフトのための武器なので基本的に攻撃はできない。エンジェルモード中にリベリオンが変化した姿。

### バージル
幻影剣
魔力によって生成される実体の無い剣。モーション無しで放つことができ、近距離攻撃と併用することにより、爆発的なダメージを与える。『3』時では浅葱色であったが、今作では通常時は白であり、デーモンモードやエンジェルモード時に、カラーリングが赤・青のいずれかに変わるようになった。また、今作で初めてデモムービー中に幻影剣を使用する場面が描かれており、空中に生成した幻影剣を指で弾くように射出していた。
『3』と同様、魔力ゲージを一定量消費することで自分の周囲に展開したり、一体の敵に向けて集中的に打ち込んだりできる。
閻魔刀の一部技にはヒットした的に自動的に幻影剣を刺し込んで、デーモンプルやエンジェルリフトの基点にする能力を持つ。
円陣幻影剣
『3』と同様、幻影剣を円陣に自分の周囲に展開、周回させるが、消費する魔力が『3』時よりも多い。また、『3』ではこの技の使用中に幻影剣を使用する場合、展開した幻影剣の中から射出していたが、今作では円陣幻影剣とは別に通常の幻影剣も射出できるようになった。
急襲幻影剣
複数の幻影剣を一度に展開、相手に向けて連続射出する。幻影剣の連射力の低さをカバーでき、空中に打ち上げた敵をそのまま固定させるのに向いている。『3』では円陣幻影剣からの派生技だったが、今作ではそれぞれ独自に使用できるようになった。
烈風幻影剣
相手の周囲に円陣幻影剣を展開、射出する。全方位から攻撃する特性上、盾を装備した敵にも有効であるほか、今作からはヒットした敵を真上に打ち上げる効果が加わった。こちらも、『3』では円陣幻影剣からの派生技で、自分の周囲の幻影剣を相手の周囲に展開していたが、今作では独自に使用できる。

## 主なスタッフ
- ディレクター：タミーム・アントニアデス